# Andrea Noè
Andrea Noè es un ciclista italiano nacido el 15 de enero de 1969 en la localidad de Magenta (Italia).
Debutó como profesional en el año 1993 en las filas del equipo Eldor.

## Palmarés
1998
- 1 etapa del Giro de Italia

2000
- 1 etapa del Tour de Romandía

## Equipos
- Eldor (1993)
- Mapei (1994-1996)
- Asics-CGA (1997-1998)
- Mapei-Quick Step (1999-2002)
- Alessio (2003-2004)
- Liquigas (2005-2009)
- Cerámica Flaminia (2010)
- Farnese Vini-Neri Sottoli (2011)

- Datos: Q473200